# Unión Nacional de Fuerzas Populares Marroquí
La Unión Nacional de Fuerzas Populares (UNFP), es un partido político marroquí, que se sitúa a la izquierda del espectro político, y que fue fundamental en un período concreto de la historia de Marruecos, tras su independencia de Francia. Es el antecesor del actual partido, Unión Socialista de Fuerzas Populares (USFP), y se fundó en Casablanca el 10 de enero de 1959, tras su escisión del Partido de la Independencia, el Istiqlal.

## Fundación

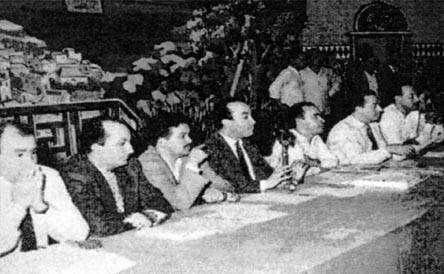
Ben Barka y otros en el Comité Central fundador del UNFP. 1959.

En Marruecos había dos claros polos políticos: el partido de palacio, el Majzén, encarnado por el monarca naturalmente, y el Movimiento nacionalista. El primero preconizará en torno a la tradición y busca una fórmula de gobierno consultivo. El segundo busca en cambio un nuevo poder constituyente. Este contexto, permite al Majzén, hacer de árbitro entre la multitud de grupos políticos que coexistían. dentro de esas formaciones, las más progresistas, en seguida encontraron resistencias para desarrollar sus pretensiones políticas, tanto dentro de la Asamblea, como dentro incluso del propio Istiqlal, que terminarán con la unidad istiqlaliana. dentro del Istiqlal, desde antes incluso de la independencia, existían dos tendencias: una corriente salafí, y conservadora, encarnada por Allal el Fassi. Y una corriente obrerista y sindicalista, representada por ben Barka y Buabid. Pronto, si bien durante mucho tiempo se habían necesitado mutuamente, sus diferencias se mostraron demasiado alejadas. Cuando Mohamed V propone formar gobierno a Abdallah Ibrahim, antiguo Ministro de Trabajo y Cuestiones Sociales, los puestos claves son ocupados por los istiqlalianos progresistas: la vicepresidencia y economía, fueron a parara a Buabid, e interior a Dris M´Hammadi. No obstante la policía quedó en manos de Mohamed Lagzaui, del entorno del monarca.
El 10 de enero de 1959, con ocasión de celebrar un Congreso del Istiqlal, se hace público su fracaso constante en las tentativas de conciliación entre las alas progresista y conservadora del partido. Quince días más tarde, una parte importante del partido se escinde y se crean federaciones autónomas del Istiqlal en diferentes provincias. El 6 de septiembre, se celebra un Congreso en Casablanca que constituirá el partido Unión Nacional de Fuerzas Populares (UNFP), que celebrará su primer congreso el 6 de diciembre de ese mismo año. De esta forma, jóvenes miembros bajo la dirección de Ben Barka, Abderrahim Bouabid y Abderrahman Youssoufi, que integraban una nueva y más progresista rama del Istiqlal, serán la génesis del nuevo partido. Su programa de acción incluía la reforma agraria, un gobierno democrático, y el radical alejamiento de los vestigios que quedaban del control francés. En otras palabras, todas las medidas reformistas de largo alcance a las que no había dado prioridad la monarquía, y que no se habían plasmado tras la independencia. La UNFP, que representaba “la opción revolucionaria” se desplazó más a la izquierda y dejó atrás a un truncado Istqlal dominado todavía por la figura de Allal al-Fasi. Conciliar los intereses de los progresistas con los del trono resultaba cada vez más difícil y las reticencias de cambio por parte de Mohamed V, más preocupado por su autopreservación y su desconfianza en la madurez política del pueblo marroquí, provocará el enfrentamiento entre ambos. Con la UNFP, se consumaba un contexto en el que multitud de partidos se iban constituyendo, minando la base de poder del partido Istiqlal, de forma que, estos grupos fueron formando una oposición desorganizada cuyo principal interés era el de ocupar algún puesto sobre la mesa de gobierno. Para satisfacción de la monarquía, se estaba materializando un sistema multipartidista, que diluía y debilitaba la estructura monolítica y la influencia del Istiqlal. Así, Supuso una merma importante para el Istiqlal, ya que en las elecciones municipales celebradas el 29 de mayo de 1960, de los 10200 puestos para concejal, el Istiqlal obtuvo 4500, y la UNFP 2366, controlando además las grandes municipalidades urbanas.

## Desarrollo e historia
La llegada al gobierno de Abdallah Ibrahim en 1958, líder sindical y posteriormente cofundador del UNFP, sirvió como esperanza para todos aquellos que esperaban que se hicieran reformas de calado en Marruecos, especialmente para los partidos de izquierdas. Sin embargo esas reformas, en una coyuntura sumamente complicada, impidió que las medidas sociales ocuparan un puesto relevante en el gabinete. Además, entraba en terreno la cuestión de la formulación de una constitución.

Tras la muerte de Mohamed V, el 24 de febrero de 1961, el problema constitucional pasa a manos del nuevo monarca Hassan II. El 2 de junio de 1961, promulgará la Ley Fundamental para el Reino, optando por confiar la redacción del texto constitucional a un grupo de expertos, dirigidos por él mismo. Así, cuando el 7 de diciembre de 1962, el texto fue sometido a referéndum, la UNFP, junto a otros partidos, se opusieron y obtaron por votar en contra, ya que se reducía considerablemente los poderes del Parlamento, y se hipertrofiaba los del soberano. Aprobada la constitución, se procede a la elección del primer parlamento. Tras una campaña electoral dura y desigual, el resultado sorprende: la coalición gubernamental, obtuvo 1132595 votos, con 69 escaños. Mientras, la oposición, aunque había superado en más de medio millón a su contrincante, no ganaba en escaños al haberse presentado por separada.el Istiqlal obtuvo 41 escaños y 998478 votos, y la UNFP 28 escaños y 753800 sufragios. De nuevo la realidad reflejaba que en las grandes ciudades la oposición resultaba victoriosa, pero en el mundo rural se apoyaba más claramente al partido gubernamental.
Las tensiones aumentaron considerablemente en el período de 1962-65, cuando la UNFP manifestó más claramente su oposición a la monarquía. Ben Barka, el popular jefe del partido, se convirtió así en el archienemigo del régimen. Esta situación se pueden entender si se tiene presente la frustración que sentían los de la UNFP viendo el no alineamiento de tendencia socialista de la nueva Argelia independiente como un modelo alternativo de gobernanza que difería profundamente del Marruecos conservador y la monarquía prooccidental. Incluso el pequeño Túnez iba avanzando por un camino progresista bajo el liderazgo de Habib Burgiba y su opción por un socialismo desturiano, el Neo Destur. De esta forma, cuando fue anunciado el nuevo proyecto constitucional por el monarca, en 1962, Ben Barka reclamó el boicot, y se mostró dispuesto a combatir junto al pueblo marroquí al régimen “totalmente feudal”. Asimismo, en un momento en el que Hassan II buscaba acercarse a Occidente, estos posibles aliados temían la capacidad de Ben Barka y su partido por sus constantes contactos con personalidades comunistas del marco internacional. De esta forma, cuando los servicios secretos marroquíes desmantelaron un intento de golpe de Estado que buscaba matar al rey, el régimen aprovechó e inició una guerra abierta contra sus adversarios de izquierda, entre ellos el mismo Ben Barka.
En mayo de 1963, la UNFP cosechó un buen resultado en las elecciones parlamentarias, pero el Partido de Palacio resulta vencedor, algo que la UNFP califica de fraude, y utiliza para pedir el boicot a las elecciones regionales que se celebraban ese julio. Por ese boicot, más la excusa de que han participado en el fallido golpe de Estado contra Hasan II, se produjo un arresto masivo de hasta cinco mil militantes de este partido, entre ellos algunos líderes moderados como Bouabid o Youssoufi, y que conllevan el exilio de Ben Barka. Finalmente, tras la celebración de un gran juicio, Hasan II decide indultar a los 11 condenados a muerte, entre los que se encontraba el propio Ben Barka, sin embargo, este, prosigue en su exilio pues desconfía de que su integridad no se vea dañada si retorna a Marruecos. La saga de su dramático exilio concluyó el 29 de octubre de 1965, cuando fue secuestrado en una calle de París y hecho “desaparecer”. Las circunstancias de este acontecimiento nunca han sido esclarecidas, aunque se ha acusado en varias ocasiones a personalidades del régimen marroquí, sin llegar nunca a probar nada.
Paralelamente, Marruecos se encontraba en estado de excepción. En esta tesitura, se apartaba a los partidos del gobierno y se limitaba el debate parlamentario. Además, hubo una fuerte represión selectiva con la prohibición de congresos, detención de militantes, etc. Ante ello, la oposición trata de acercarse entre sí: esto dará lugar a que se opusieran a la nueva Constitución de 1970, y boicotearan las elecciones municipales de 1969. La constitución de 1970, no pretendía poner fin al estado de excepción, sino institucionalizarla, aumentando los poderes del ejecutivo y marginando al Parlamento. Se produce también la automatización del Ejército, tras la reorganización del Estado Mayor, lo que conlleva fuertes tensiones, que se traducen en dos atentados contra la figura de Hassan II. Ante ello, el monarca trata de acercar posturas con los partidos políticos. Esto no lo conseguirá hasta el verano de 1974, cuando hay un proceso consensual entre los partidos y Palacio, por la cuestión de la recuperación del Sahara Occidental. Mientras, la UNFP vive su propia escisión, que dará lugar a la Unión Socialista de Fuerzas Populares (USFP), bajo la dirección de Buabid. A partir de este momento, la UNFP ejercerán siempre un papel de oposición, hasta 1992, cuando se integra con Abdallah Ibrahim al frente de Kutla Democrática, que aspirará a la alternancia. No será hasta 1998 cuando pueda integrarse en el gobierno, con algunos representantes. 

## Características e ideología
Desde muy pronto, el partido busca su configuración con base en varios aspectos: por un lado, insertan en sus estatutos la disposición de asegurar una participación efectiva de los militantes. Crean organismos internos que aseguren primero la cohesión, la unidad de visión y de pensamiento de todos los responsables del partido a nivel local y nacional. Apuestan por la formación de sus “cuadros” con una perspectiva progresista y revolucionaria. se autoproclaman como el partido de las masas urbanas y rurales. El partido del pueblo marroquí, a excepción de las clases explotadoras, del feudalismo agrícola y de la alta burguesía. Orientan sus pretensiones ideológicas a los sindicatos, las organizaciones obreras, campesinas, estudiantes, asociaciones juveniles y femeninas, etc. De forma que tratan de agrupar a la masa revolucionaria del país. De esto se deduce una línea de conducta clara: el partido juega el papel motor concerniente a las organizaciones mencionadas, dada la naturaleza específica de éstas, siempre respetando el cuadro de autonomía de las mismas. Es decir, el UNFP, actuaba como instrumento de la revolución, representando el papel de dirigente en las luchas de todas las capas revolucionarias. Desde su nacimiento, había fijado sus objetivos, aunque estos se ven reforzados en su segundo congreso, especialmente en lo que se refiere a su carácter revolucionario. Más allá de su escisión de Istiqlal, surge de la Resistencia y del Ejército de Liberación, así como de las clases trabajadoras, populares y estudiantiles, de izquierda, con el objetivo primordial de dotar a la independencia de contenido. Para ello vieron necesario alentar de nuevo a las masas, que éstas no perdieran su entusiasmo y su voluntad de cambio para Marruecos.
Económica y políticamente, el partido apostaba por la creación de una sociedad equilibrada, sin explotación y altamente productiva; abogan por el socialismo científico :

1. puesta en funcionamiento de instituciones políticas que permitan el control democrático de las masas sobre el estado y sobre el reparto de los recursos y del producto nacional.
2. apuesta por una estructura económica que desarraigue los fundamentos de la dominación imperialista, aliada del feudalismo y de la alta burguesía.
3. abogan por una organización política y social que encuadre y eduque a las masas en vistas a la movilización de todos los recursos nacionales necesarios para una acumulación.[6]

En este contexto, hacen patente la necesidad de una política agraria revolucionaria, que permita desarrollarse los puntos ya expuestos. Así como la de acabar con la dependencia económica, financiera y cultural con países externos. Apuestan por tanto por reformas administrativas, políticas y económicas, con el objetivo de la “liberación total”, destacando para ellos un reforma agraria, no parcial, en el interior del país.

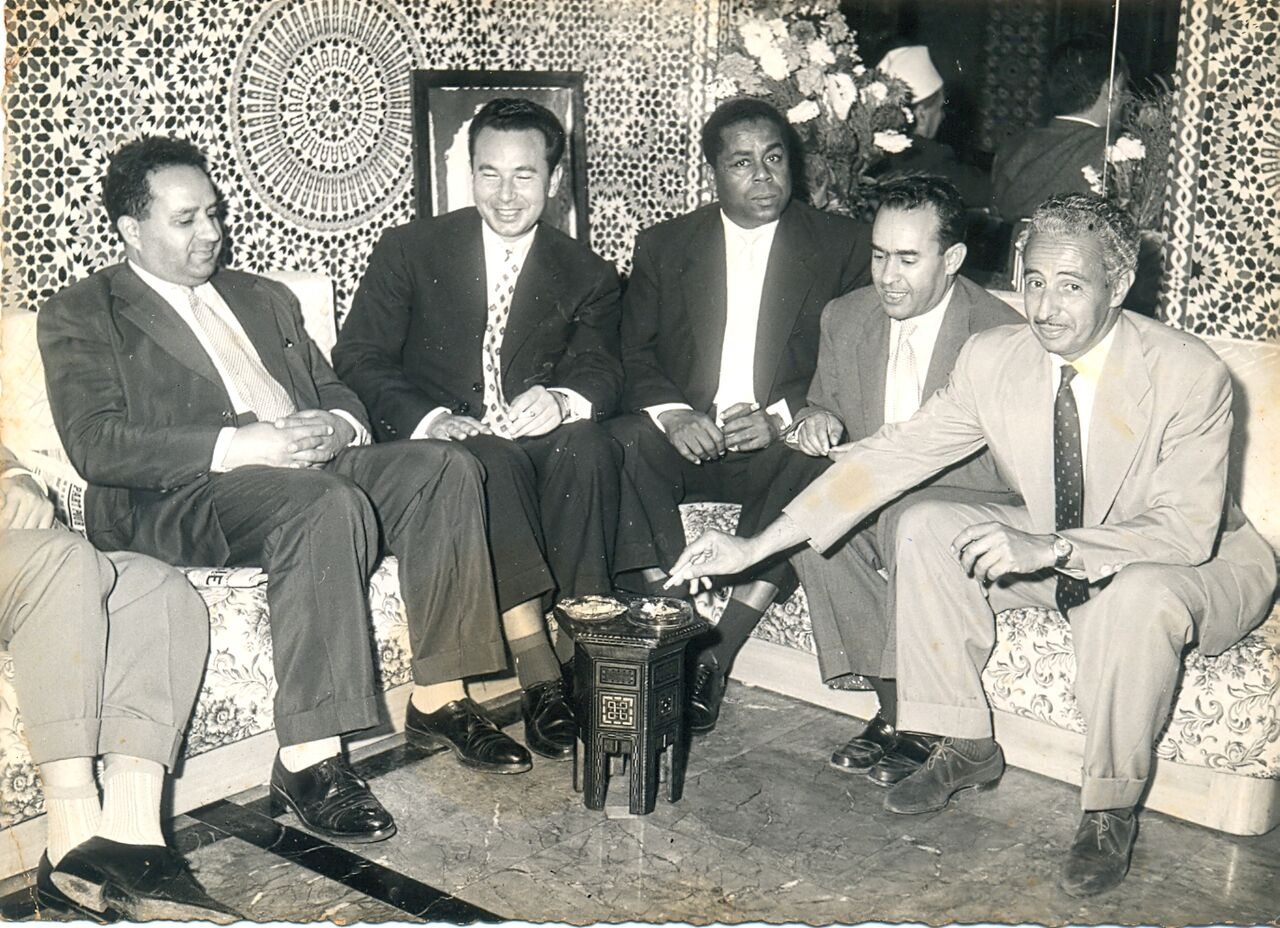
Mehdi Ben Barka con Ahmed Ben Bella, primer presidente argelino tras la independencia (FNL)

Para poder llevar a cabo esta “revolución”, el UNFP, trata siempre de mantener unida a toda las clases revolucionarias, en torno siempre a ese programa de mínimos, que básicamente era un término medio entre los objetivos del partido y la coyuntura actual del momento, de modo que debía de contemplar las condiciones indispensables sin las que no es viable un compromiso, y los elementos de aceleración, es decir, los que impedían cualquier estancamiento (tales como, la solidaridad antiimperialista, la solidaridad con Argelia y la reforma agraria).
Con todas estas pretensiones, Ben Barka y la UNFP, no consiguieron evitar el control total de la monarquía en Marruecos, que se hizo patente especialmente a partir de mayo de 1960 (con el golpe monárquico al gobierno de Ibrahim), pero de alguna forma habían conseguido que las masas se mantuvieran movilizadas. El partido siempre buscaba sus estrategias y tácticas a partir de la realidad interna y externa de su país. Así, externamente para la UNFP era fundamental la coyuntura internacional, es decir: la liberación paulatina de los pueblos que hasta entonces habían sido colonias de una metrópolis europea. Esto es muy importante para el partido, pues nace con una clara visión anticolonial, y esto le hace solidarizarse con la causa o el Movimiento Tercermundista. Además, Ben Barka identifica rápidamente el neocolonialismo (independencias formales sin fondo real)como aquello con lo que había que acabar. De esta forma, el horizonte de la UNFP se ensancha considerablemente. Un caso claro de esta amplitud de miras, es la actitud que el UNFP toma frente al conflicto que estaba viviendo su país vecino, Argelia, en clara solidaridad con el Frente de Liberación Nacional (FNL), ya que para ellos, la causa argelina contra el neocolonialismo, merecía la solidaridad de no solo el UNFP y de Marruecos, sino de todo el Magreb árabe.
Asimismo, Cuando Marruecos entra en guerra con Argelia, en la denominada Guerra de las Arenas, Ben Barka condenó el conflicto como una distracción de problemas más serios y pidió a los marroquíes que no combatiesen contra sus hermanos argelinos, que estaban en mitad de un experimento de socialismo árabe. Este conflicto armado, se produjo por un trazado fronterizo pendiente de definición. La posición de Ben Barka, no le fue favorable ni a él ni a su partido, pues se le vio como un agente argelino y además se les acusará desde Palacio como traidores a la patria.
Luego, internamente, las principales críticas que realiza la UNFP, hacia el régimen, son las que marcan su estrategia de partido; ve como los objetivos auspiciados desde el plan quinquenal de 1959, no se estaban cumpliendo en absoluto. A ello había que sumarle la mala situación económica que sufría el país, con un alza de los precios y de la presión tributaria, que repercutía directamente sobre las clases medias y bajas (obreros, comerciantes y artesanos), algo que los de UNFP ven como consecuencia de la política económica del régimen. Otra crítica muy importante que hace la UNFP es en referencia a la dependencia externa que tenía Marruecos, para ellos, la explicación de esto era el escaso apoyo popular con el que contaba el régimen. Así, veían esto como fiel reflejo de la sumisión del régimen frente a la política neocolonial, y la perdurabilidad de las estructuras coloniales que se habían establecido durante el Protectorado de Marruecos.
Por otro lado, el partido no tiene un programa político como cabía esperar; así lo expresaba Ben Barka en el II Congreso del Partido “nuestro programa no existe y no se formula sino por los programas inmediatos que le otorgan un contenido real; asimismo, cada punto del programa inmediato adquiere un sentido global y no puede convertirse en un objetivo en sí mismo”. Les definía claramente su postura antiimperialista y contraria al autoritarismo, que veían como el principal factor que imposibilitaba cualquier reforma real. Pare ellos, lo más importante era definir los poderes y sus responsabilidades ante el pueblo marroquí, y colocar en su lugar auténticas instituciones populares. De modo que el problema residía en la escasa participación popular en las cuestiones de gobierno. Asimismo, también desarrollaron la denominada “Mística de unidad del Magreb”. para la UNFP, esta mística, debía desarrollarse sin ocultar su clara dificultad, pero siempre abogando por la creación de instituciones comunes, así como armonizar objetivos.